# ویرونوم

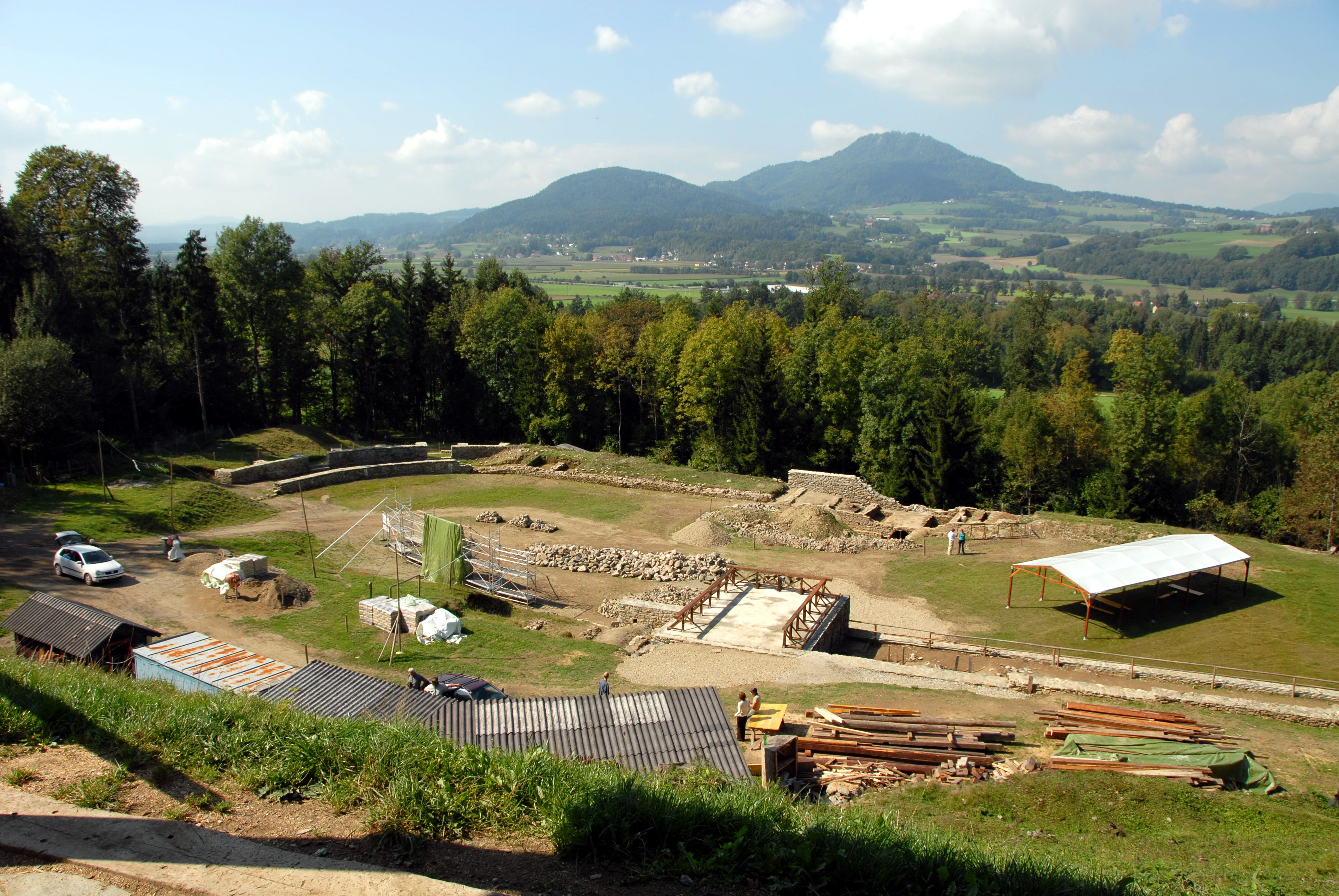
آمفی تئاتر ویرونوم ، بخش جنوبی، نزدیک ماریا سال، با Zollfeld و Ulrichsberg

ویرونوم (انگلیسی: Virunum) یک شهر در امپراتوری روم بود که امروزه در کرنتن یکی از ایالت‌های کشور اتریش قرار دارد.